# Frank Linke-Crawford

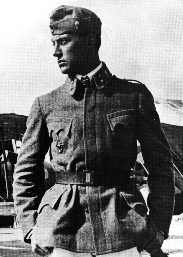
Frank Linke-Crawford

Frank Linke-Crawford (18 augustus 1893 in Krakau - neergeschoten bij Guia in Italië op 31 juli 1918) was een Oostenrijks gevechtspiloot in de Eerste Wereldoorlog. Hij vloog eerst als waarnemer in Galicië en later als gevechtspiloot aan het front in Italië.

## Biografie
Zijn ouders waren de Engelse Lucy Crawford en haar man, de keizerlijk Oostenrijks-Hongaarse officier Adalbert Linke. Na het verlaten van de middelbare school in Merano bezocht Frank Linke-Crawford de Militaire Academie in het Moravische Weißkirchen. Vervolgens studeerde hij van 1910 tot 1913 op de Weense Militaire Academie, de elitaire "Theresianische Militärakademie" in Wiener Neustadt. Na de militaire opleiding werd Linke-Crawford in 1913 tot luitenant van het 6e Dragonder Regiment benoemd.
Toen de oorlog in 1914 begon maakte hij deel uit van een cavaleriekorps, het Streifkorps Bissingen, en werd de jonge cavalerist belast met het verkennen van de gebieden achter het Russische front. Dergelijke opdrachten waren zeer gevaarlijk omdat het de Oostenrijkers in contact bracht met de kozakken van de tsaar. In 1915 werd Frank Linke-Crawford bevorderd tot Eerste Luitenant en op 22 maart 1916 werd hij overgeplaatst naar het Luchtkorps. Zijn bestemming was de "Luftfahrtruppe, Fliegerkompanie", afgekort tot "Flik 22". Vanaf mei 1916 werd hij ingezet op het Galicische front, vooral als waarnemer en verkenner. Na verdere opleidingen nam hij vanaf 2 januari 1917 als gevechtspiloot deel aan verschillende luchtgevechten op het zuidwestelijke, Oostenrijks-Italiaanse, front waar hij in het 11e Leger, Flik 12, vloog. Frank Linke-Crawford had in de ogen van zijn superieuren leidinggevende kwaliteiten en kreeg op 8 november 1917 de leiding over Flik 60 dat op het vliegveld van de op Italië veroverde stad Feltre was gestationeerd. Daar vloog hij samen met Kurt Gruber.
Op 31 juli 1918 werd luitenant Linke-Crawford na een zwaar luchtgevecht door een overmacht van vijandelijke vliegtuigen aangevallen en neergeschoten. De eer hem te hebben uitgeschakeld ging naar de Italiaanse gevechtsvlieger korporaal-Piloot Aldo Astofi. Het was Astofi's enige neergeschoten vliegtuig in de duur van zijn militaire loopbaan.
Met zijn 32 neergeschoten vliegtuigen en ballonnen was Frank Linke-Crawford een van de meest succesvolle gevechtsvliegers van de keizerlijke troepen in de Eerste Wereldoorlog. Hij moet alleen Godwin Brumowski en Julius Arigi voor zich laten. Linke-Crawford werd wel de "Valk van Feltre" genoemd. Hij werd in Marburg an der Drau (tegenwoordig Maribor in Slovenië) begraven. Toen Marburg deel werd van Joegoslavië werd zijn kist overgebracht naar Oostenrijk en herbegraven op het Salzburgse gemeentelijke begraafplaats.

## Neergeschoten vliegtuigen

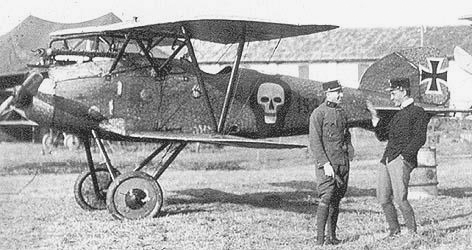
Godwin Brumowski en een vrolijke Frank Linke-Crawford, met als achtergrond een Albatros D.III (Oeffag) series 153

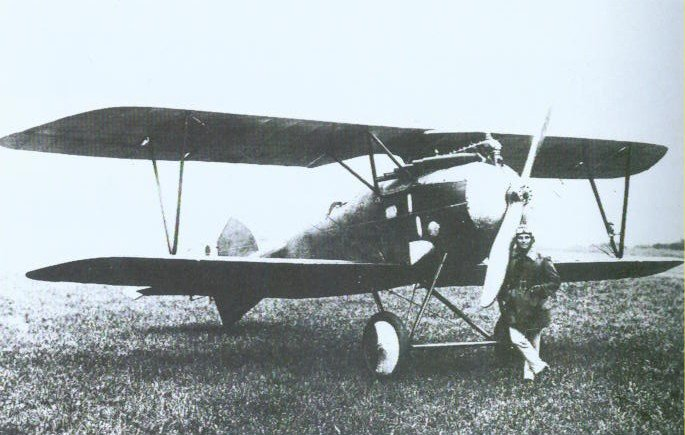
Een Albatros D.III (Oeffag) series 253 tweedekker

- 1e Op 21 augustus 1917 werd in dienst van het Flik 41J, vliegend in een Hansa-Brandenburg een DI Nieuport Scout neergeschoten bij Monte Santo.[3]
- 2e Op 22 augustus 1917 werd in dienst van het Flik 41J, vliegend in een Hansa-Brandenburg DI een Savoia-Pomilio neergeschoten bij Gorizia.
- 3e Op 23 augustus 1917 werd in dienst van het Flik 41J, vliegend in een Hansa-Brandenburg DI een Savoia-Pomilio neergeschoten bij Bate.
- Op 25 augustus 1917 werd een D.I Sopwith 2 neergeschoten. Frank Linke-Crawford moest de eer met een andere piloot delen.
- 4e Op 26 augustus 1917 werd in dienst van het Flik 41J, vliegend in een Hansa-Brandenburg DI een SPAD 1 neergeschoten bij Monte San Gabriele.
- 5e Op 23 september 1917 werd in dienst van het Flik 41J, vliegend in een Albatros D.III (Oeffag) series 153 een watervliegtuig neergeschoten boven de Golf van Triëst.
- 6e Op 9 oktober 1917 werd in dienst van het Flik 41J, vliegend in een Albatros D.III (Oeffag) series 153 een ballon neergeschoten bij de monding van de Shobba.
- 7e Op 23 oktober 1917 werd in dienst van het Flik 41J, vliegend in een Albatros D.III (Oeffag) series 153 een Savoia-Pomlio neergeschoten bij Hermada.
- 8e Op 5 november 1917 werd in dienst van het Flik 41J, vliegend in een Albatros D.III (Oeffag) series 153 een Macchi L3 neergeschoten ten Westen van Latisana.
- 9e Op 5 november 1917 werd in dienst van het Flik 41J, vliegend in een Albatros D.III (Oeffag) series 153 een Macchi L3 neergeschoten ten Westen van Latasina.
- 10e Op 23 november 1917 werd in dienst van het Flik 41J, vliegend in een Albatros D.III (Oeffag) series 153 een Nieuport Scout neergeschoten bij Cortellazzo.
- 11e Op 23 november 1917 werd in dienst van het Flik 41J, vliegend in een Albatros D.III (Oeffag) series 153 een Nieuport Scout neergeschoten bij Cortellazzo.
- 12e Op 10 december 1917 werd in dienst van het Flik 41J, vliegend in een Albatros D.III (Oeffag) series 153 een Sopwith Scout neergeschoten bij Monastier di Treviso.
- 13e Op 13 december 1917 werd in dienst van het Flik 41J, vliegend in een Albatros D.III (Oeffag) series 153 een ballon neergeschoten bij Meolo.
- 14e Op 10 januari 1918 werd in dienst van het Flik 60J, vliegend in een Phönix DI een SAML 2 neergeschoten bij Valstagna.
- 15e Op 10 januari 1918 werd in dienst van het Flik 60J, vliegend in een Phönix DI een Nieuport Scout neergeschoten bij Valstagna.
- 16e Op 29 januari 1918 werd in dienst van het Flik 60J, vliegend in een Phönix DI een SIA 7b neergeschoten bij Monte Lambara.
- 17e Op 02 februari 1918 werd in dienst van het Flik 60J, vliegend in een Phönix DI niet nader geïdentificeerde tweezitter neergeschoten bij Campolongo.
- 18e Op 3 februari 1918 werd in dienst van het Flik 60J, vliegend in een Phönix DI een Nieuport Scout neergeschoten ten Zuiden van Monte Pertica.
- 19e Op 24 februari 1918 werd in dienst van het Flik 60J, vliegend in een Phönix DI een Savoia-Pomilio neergeschoten ten Oosten van Cismon.
- 20e Op 11 maart 1918 werd in dienst van het Flik 60J, vliegend in een Phönix D.I een Sopwith Scout neergeschoten ten Zuiden van Monte di Val Bella.
- 21e Op 10 mei 1918 werd in dienst van het Flik 60J, vliegend in een Hansa-Brandenburg DI een Bristol F.2 Fighter neergeschoten bij Levico.
- 22e Op 10 mei 1918 werd in dienst van het Flik 60J, vliegend in een Hansa-Brandenburg DI een niet nader benoemde verkenner neergeschoten bij Barcarola.
- 23e Op 11 mei 1918 werd in dienst van het Flik 60J, vliegend in een Hansa-Brandenburg DI een Sopwith Camel neergeschoten bij Feltre.
- 24e Op 1 juni 1918 werd in dienst van het Flik 51J, vliegend in een Hansa-Brandenburg DI een Sopwith Camel neergeschoten bij Visone.
- 25e Op 15 juni 1918 werd in dienst van het Flik 51J, vliegend in een Hansa-Brandenburg DI een Sopwith Scout neergeschoten bij Rocca.
- 26e Op 21 juni 1918 werd in dienst van het Flik 51J, vliegend in een Hansa-Brandenburg DI een Sopwith Camel neergeschoten bij Val Stizzone.
- 27e Op 29 juli 1918 werd in dienst van het Flik 51J, vliegend in een Hansa-Brandenburg DI een Bristol F2.b neergeschoten[3] bij Valstagna.

## Onderscheidingen
- De Gouden Medaille voor Dapperheid.
- De Zilveren Medaille voor Dapperheid.
- De Zilveren Medaille voor Militaire Verdienste of "Signum Laudis".
- De Bronzen Medaille voor Militaire Verdienste of "Signum Laudis".
- De Orde van de IJzeren Kroon met de Oorlogsdecoratie en met zwaarden op het lint.
- De Leopoldsorde met de Oorlogsdecoratie en met zwaarden op het lint.
- Het Karel-Troepen-Kruis.
- De Huisorde van de Wendische Kroon van de beide Mecklenburgse Groothertogen[4]